# 吴海涛 (1967年)
吴海涛（1967年6月—），男性，湖北英山人，汉族，中华人民共和国政治人物，1986年7月参加工作，1991年1月加入中国共产党，在职大学学历。第十三届全国人民代表大会湖北省代表。曾任中共湖北省委常委、秘书长，现任中共湖北省委常委、襄阳市委书记。

## 生平
2018年，吴海涛被选为湖北省出席第十三届全国人民代表大会代表。
2020年10月13日，吴海涛任中共孝感市委書記。2023年1月，当选为湖北省人民政府副省长。2023年11月，出任中共湖北省委常委、秘书长。
2025年1月，转任中共襄阳市委书记。